# Rokytovce
Rokytovce jsou obec na Slovensku v okrese Medzilaborce. Žije zde 161 obyvatel.

## Pamětihodnosti
- řeckokatolický Chrám sv. archanděla Michaela z roku 1775[2]